# Парк скульптур Вигеланда
Инсталляция Вигела́нда (норв. Vigelandsanlegget) — композиция из 212 бронзовых и гранитных скульптур, созданная скульптором Густавом Вигеландом в 1907—1942 годах в парке Фрогнер на западе Осло. Скульптор не дожил лишь год до его завершения. Парк занимает площадь в 30 гектаров и содержит 227 скульптурных групп, отражающих гамму человеческих отношений. Большинство статуй в парке сделаны из гранита иддефьорд. Инсталляцию Вигеланда в парке Фрогнер иногда называют парком Вигеланда, но это название не имеет официального статуса, обычно не используется в Осло и считается неточным.
Темой парка являются «состояния человека». Большинство статуй изображают людей, которые запечатлены во время различных занятий, таких как бег, борьба, танцы, объятия и т. д. Каждая из статуй передаёт определённый набор эмоций, человеческих отношений, нередко — с глубоким философским подтекстом, что делает многие композиции сложными для восприятия, например, скульптуру взрослого мужчины, который отбивается от орды младенцев.

## Структура парка
Главные ворота из гранита и кованого железа служат восточным входом в парк. Они были спроектированы в 1926 году, и состоят из пяти больших ворот, двух маленьких для пешеходов и двух крытых медью контрольно-пропускных пунктов, украшенных флюгерами. Главные ворота были установлены в 1942 году на деньги Норвежского банка. От них дорога длиной 850 м ведёт на запад через мост к фонтану и Монолиту и заканчивается Колесом жизни. 
Пятьдесят восемь скульптур располагаются вдоль стометрового моста шириной 15 м от главных ворот до фонтана. Все эти бронзовые скульптуры соответствуют основному замыслу парка — «Человеческому темпераменту». Здесь посетители могут видеть одну из самых популярных фигур парка — «Сердитый малыш». В 1940 году мост стал первой частью парка, открытой для публики, в то время как большая часть парка всё ещё находилась в стадии реконструкции. В конце моста находится детская площадка — группа из восьми бронзовых статуй, изображающих детей во время игры. В центре, на гранитной колонне, изображён зародыш.

### Фонтан
Фонтан, изготовленный из бронзы и украшенный 60 отдельными бронзовыми скульптурами, по первоначальному замыслу должен был стоять перед зданием норвежского стортинга. Фонтан состоит из фигур людей разных возрастов и скелетов на ветвях гигантских деревьев. Идея композиции — за смертью следует новая жизнь. Дно фонтана выложено мозаикой из белого и чёрного гранита площадью 1800 м². Вигеланд работал над этим памятником с 1906 по 1943 год.

### Плато «Монолит»
Плато «Монолит» — каменная платформа, окружённая ступенями, которая служит основанием для центрального сооружения парка — обелиска «Монолит», высеченного скульптором и бригадой камнерезов из огромной цельной глыбы. Тридцать шесть скульптурных групп людей располагаются на возвышении вокруг «Монолита» и символизируют «круговорот жизни». Дорога к плато проходит через восемь фигурных ворот, сделанных из кованого железа. Ворота были спроектированы между 1933 и 1937 годами и установлены вскоре после смерти Вигеланда в 1943 году.
В самой высокой точке парка, на плато располагается центральная композиция — «Монолит» (норв. Monolitten). Возведение массивного памятника началось в 1924 году, когда Густав Вигеланд сделал его модель из глины в своей студии во Фрогнере. Проектирование заняло у него десять месяцев. Предположительно, Вигеланд воспользовался несколькими эскизами, созданными ещё в 1919 году. Впоследствии модель была выполнена в гипсе. Осенью 1927 года блок гранита, весящий несколько сотен тонн, был доставлен в парк из каменного карьера в Халдене, и его установили только год спустя. Вокруг него был построен деревянный навес для защиты от непогоды. Гипсовую модель Вигеланда поместили сбоку. Перевод фигур с модели начался в 1929 году и занял у троих резчиков по камню около 14 лет. На Рождество 1944 года публике было впервые разрешено полюбоваться «Монолитом», и толпа из 180000 человек переполнила деревянный навес, чтобы поближе рассмотреть творение. Навес был уничтожен вскоре после этого. Корпус «Монолита», поднимающейся на высоту 14,12 м (46,32 фута), состоит из 121 скульптуры. Идея скульптора — показать желание человека стать ближе к духовному и божественному.
Возможно это один из ярчайших примеров предвидения автора: стоит только представить данное произведение (The monolit) вертикальным срезом котлована трупов сгенерированных немецкими нацистами (и созданными ими зондеркомандами) в газовых камерах, в годы второй мировой войны в концентрационных лагерях.

### Колесо жизни
В конце 850 м продольных координат[прояснить] парка возведены солнечные часы, выкованные в 1930 году, и, наконец, «Колесо жизни», сделанное вручную в 1933—1934 годах. «Колесо» по форме напоминает венок из четырёх взрослых людей и ребёнка, бесконечно счастливых в своей гармонии. Этот символ вечности заключает в себе основную идею парка: путешествие человека от колыбели до погребения.

## Другие факты
Большинство статуй парка изображают людей, вовлечённых в различные характерные для человека занятия, таких как бег, борьба, танец, объятие, держание за руки и т. д. При этом Вигеланд время от времени включал в ансамбль некоторые статуи, передающие более абстрактные понятия — например, фигуру «Человек, атакованный младенцами». Самая знаменитая из этих статуй — «Сердитый малыш» (Sinnataggen), которая расположена на парковом мостике.
Местные жители активно используют парк для игр, отдыха на свежем воздухе, пикников. В марте 2007 года парк подвергся действиям акционистов — неизвестный человек или группа лиц расклеили чёрные обрезки бумаги на сосках, промежностях, ягодицах всех скульптур парка.
В парке снимался видеоклип на песню «Mirror Mirror» группы Solid Base.

Центральная аллея
В музее Вигеланда представлен процесс изготовления статуи
«Сердитый малыш»
Пикники в парке Вигеланда
Скульптурная композиция — кольцо из тел
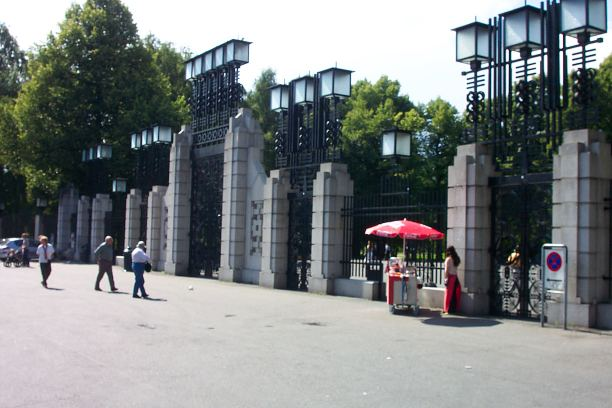
Главные ворота
Монолит